# Adolfo Cancani
Adolfo Cancani (Roma, 18 de Fevereiro de 1856 — Roma, 28 de Maio de 1904), foi um geofísico italiano que se notabilizou como pioneiro no estudo dos movimentos sísmicos, descobrindo as diversas componentes das ondas sísmicas. Dedicou-se à concepção e construção de sismógrafos e outros equipamentos para medição e registo das características dos sismos.

## Biografia
Trabalhou com Michele Stefano de Rossi no Observatório Geodinâmico de Rocca di Papa e no serviço meteorológico e geodinâmico de Roma.
Concebeu diversos instrumentos de grande sensibilidade para registo dos movimentos sísmicos. Entre os aparelhos que desenvolveu contam-se aparelhos registadores de grande sensibilidade, entre os quais um sismómetro de pêndulo vertical de 7 m (1893) e um sismoscópio de efeito múltiplo (1898).
Com os registos obtidos pelos seus instrumentos, executou as primeiras análises espectrais das ondas sísmicas, determinado que elas podiam ser subdivididas em componentes segundo as dimensões do espaço (1893). Com essa análise demonstrou que o movimento sísmico se compõe de três movimentos ondulatórios diferentes, que denominou como: (1) ondas longitudinais; (2) ondas transversais; e (3) ondas superficiais. A cada um dos movimentos atribuiu uma natureza distinta: (1) compressiva para as ondas longitudinais; (2) disruptiva para as ondas transversais; e (3) reflexiva para as ondas superficiais.
Também demonstrou a existência de fenómenos de interferências nos trens de ondas sísmicas, resultado das diferentes velocidades de propagação causadas pela heterogeneidade dos materiais geológicos.
Apresentou um método para análise das interferências entre dos sistemas de ondas, longitudinais e transversais, depois utilizado como base para as metodologias de determinação da localização do epicentro em função dos gráficos fornecidos pelos sismógrafos.
Outra grande contribuição de Cancani para a moderna sismologia foi a primeira modificação da escala de Mercalli, apresentada em 1903, permitindo uma descrição mais exacta dos danos infligidos a estruturas por sismos de diferentes graus de intensidade. Essa escala, modificada em 1930 por August Heinrich Sieberg, deu origem à escala Mercalli-Cancani-Sieberg, utilizada durante boa parte do século XX.